# Новосибирское высшее военное командное училище
Новосибирское высшее военное командное ордена Жукова училище (бывшее Новосибирское высшее военно-политическое общевойсковое училище имени 60-летия Великого Октября (НВВПОУ)) — военный ВУЗ России и бывшего СССР. Основано 1 июня 1967 года.
С 2009 года — филиал Военного учебно-научного центра Сухопутных войск «Общевойсковая академия Вооружённых Сил Российской Федерации».
С 2015 года — ФГКВОУ ВО «Новосибирское высшее военное командное училище»
Расположено на территории Академгородка в Новосибирске, по адресу: ул. Иванова, д. 49, почтовый индекс 630117.

## История училища
Училище готовило заместителей командиров рот по политической части для подразделений Сухопутных войск, Воздушно-десантных войск и подразделений специального назначения ГРУ ГШ. Большое количество выпускников училища принимало участие в боевых действиях (Афганистан, Чечня, Южная Осетия, Сирия, Российско-украинская война). 27 выпускников училища удостоены званий Героя Советского Союза и Героя Российской Федерации, из них 15 офицерам это звание присвоено посмертно. 
В принятии решения о размещении училища в Новосибирском Академгородке и в его становлении большую роль сыграл председатель Сибирского отделения АН СССР Герой Социалистического Труда академик М. А. Лаврентьев, до последних дней жизни активно сотрудничавший с руководством училища.
18-25 августа 1967 — сформировано Новосибирское высшее военно-политическое общевойсковое училище (НВВПОУ). Первый набор курсантов проходил на базе Омского высшего общевойскового командного дважды Краснознамённого училища имени М. В. Фрунзе. Первый выпуск состоялся в 1971 году. Изначально в училище было 11 кафедр, в 2009 году их было 15. Ввиду реформ министра обороны Сердюкова училище подверглось реформированию: количество кафедр сокращено до 4 (кафедры включают в себя циклы по направлениям дисциплин), штат курсантских батальонов изменён, батальоны переименованы в факультеты и так далее.
23 февраля 1968 — училищу вручено Боевое Знамя.
4 ноября 1978 — присвоено почётное наименование «имени 60-летия Великого Октября».
В июне 1992 — преобразовано в Новосибирское высшее общевойсковое командное училище (НВОКУ) и переориентировано на подготовку офицеров мотострелковых войск и военной разведки. 
В 1994 году из РВВДКУ был переведён батальон специальной разведки, в связи с чем созданы сразу три новые кафедры.
1 ноября 1998 года — училище преобразовано в Новосибирский военный институт (НВИ).
1 сентября 2004 года — институт преобразован в Новосибирское высшее военное командное училище (НВВКУ).
С 1967 по 2007 училище (институт) подготовило офицеров по специальностям:
В 2019 году в НВВКУ был сформирован новый факультет «Глубинной разведки».
1. Военно-политическая общевойсковая (с 1967 Воздушно-десантных войск) — 11 424
2. Командная тактическая мотострелковых войск — 2 038
3. Применение подразделений войсковой разведки — 1 271
4. Применение подразделений специальной разведки — 878
5. Применение подразделений глубинной разведки — 43
В феврале 2010 года — училище преобразовано в филиал Военного учебно-научного центра Сухопутных войск «Общевойсковая академия Вооруженных Сил Российской Федерации». Подчинено Главнокомандующему Сухопутными войсками.
В 2013 году факультет «применение подразделений специальной разведки», готовящий кадры непосредственно для СпН ГУ (ГРУ), вновь переведен в РВВДКУ.
5 ноября 2017 года училищу вручена Грамота Верховного Главнокомандующего Вооруженными Силами России.
2 декабря 2021 года училищу вручён орден Жукова.

## Участие в российско-украинской войне
Выпускники НВВКУ принимали участие в российско-украинской войне, начиная с 2014 года. В мае 2022 года украинская разведка сообщила, что ей известны имена и фамилии 58 выпускников НВВКУ, которые погибли или получили ранения во время российской агрессии против Украины.В сентябре 2022 года в рамках объявленной в России мобилизации на базе НВВКУ был открыт призывной пункт, который губернатор Новосибирской области Андрей Травников назвал одним из самых масштабных и в который приезжали мобилизованные со всей Сибири.
2 августа 2024 года в ходе выполнения боевого задания в Донецкой области погиб командир отдельного стрелкового батальона отдельной механизированной бригады армейского корпуса Сухопутных войск ВСУ, подполковник Олег Пигулевский, окончивший НВВКУ в 1994 году.

## Специальности
Перечень специальностей, по которым ведется подготовка офицеров в Новосибирском высшем военном командном училище (военном институте)
| Специальность (военная)                                                            | Специальность (гражданская)           | Предназначение по окончании вуза                                      | Вступительные экзамены                                    |
| ---------------------------------------------------------------------------------- | ------------------------------------- | --------------------------------------------------------------------- | --------------------------------------------------------- |
| Заместитель командира мотострелковой (танковой) роты по военно-политической работе | Военно-политическая работа Специалист | Военно-политическая работа в войсках (силах)                          | История (ЕГЭ) Обществознание (ЕГЭ)* Русский язык (ЕГЭ)    |
| Командир разведывательного взвода                                                  | Управление персоналом Специалист      | Применение подразделений войсковой разведки                           | Математика (ЕГЭ)* Обществознание (ЕГЭ) Русский язык (ЕГЭ) |
| Командир мотострелкового взвода                                                    | Управление персоналом Специалист      | Применение мотострелковых подразделений                               | Математика (ЕГЭ) Обществознание (ЕГЭ)* Русский язык (ЕГЭ) |
| Командир взвода глубинной разведки                                                 | Управление персоналом Специалист      | Применение подразделений глубинной разведки                           | Математика (ЕГЭ)* Обществознание (ЕГЭ) Русский язык (ЕГЭ) |
| Командир мотострелкового взвода на объектах высокой категории                      | Управление персоналом Специалист      | Применение мотострелковых подразделений на объектах высокой категории | Математика (ЕГЭ)* Обществознание (ЕГЭ) Русский язык (ЕГЭ) |

Примечание: * — выделены профилирующие экзамены

## Начальники
- генерал-майор Зибарев Василий Георгиевич (1967—1973),
- генерал-лейтенант Волков Борис Николаевич (1973—1981),
- генерал-майор Зубков Николай Фёдорович (1981—1985),
- генерал-майор Ширинский Юрий Арифович (1985—1989),
- генерал-майор Казаков Валерий Александрович (1989—1998),
- генерал-майор Егоркин Владимир Петрович (1998—2008),
- генерал-майор Салмин Алексей Николаевич (2008—2010),
- полковник Мурог Игорь Александрович (2011),
- генерал-майор Разгонов Виталий Леонидович (2011—2019),
- генерал-майор Марковчин Сергей Григорьевич (2019—2024),
- полковник Титов Роман Борисович (с 2024).[8] Решением Оренбургского гарнизонного военного суда от 3 июня 2011 года за превышение служебных полномочий с применением насилия и оружия в отношении рядового срочной службы был приговорен к двум годам лишения свободы с лишением права занимать командные военные должности.[9]В дальнейшем принимал участие в нападении России на Украину. Внесен в список военных преступников Главного управления разведки Министерства обороны Украины.[10]

## Состав училища

### Кафедры
— Кафедра тактики.
— Кафедра разведки (и воздушно-десантной подготовки)
— Кафедра управления (подразделениями в мирное время) (У(ПМВ)).
— Кафедра вооружения и стрельбы.
— Кафедра гуманитарных и социально-экономических дисциплин.
— Кафедра эксплуатации и ремонта вооружения и военной техники (Э и Р ВВТ).
— Кафедра иностранных языков.
— Кафедра физической подготовки и спорта.
— Кафедра русского языка.
— Кафедра общепрофессиональных дисциплин.

### Подразделения управления
— Служба воздушно-десантной техники.
— Отдел кадров.
— Строевой отдел.
— Мобилизационная группа.
— Отдел вооружения и техники.
— Служба ракетно-артиллерийского вооружения.
— Вещевая служба.
— Продовольственная служба.
— Служба тыла.
— Финансовый отдел.
— Медицинская служба.
— Военная команда противопожарной защиты и спасательных работ. (расформирована)
— Служба защиты государственной тайны.

### Батальоны курсантов
— Первый батальон (заместитель командира роты по работе с личным составом) — последний выпуск по специальности состоялся в 2012 году, затем обучение переведено в Военный университет (Москва), в настоящее время: первый батальон (командир мотострелкового взвода).
— Второй батальон (командир разведывательного взвода)
— Третий батальон (командир подразделений специальной разведки) — в 2013 году специальность переведена в Рязанское ВВДКУ
— Специальный факультет (командир разведывательного взвода).

### Подразделения обеспечения
— Батальон обеспечения учебного процесса (БОУП).
— Полигон
— Военный оркестр.
— Профсоюзная организация.

## Выпускники — Герои Советского Союза и Российской Федерации
- Амосов, Сергей Анатольевич
- Аплеталин, Максим Сергеевич
- Ахмедов, Сухраб Султанович
- Блинов, Роман Андреевич
- Ворожанин, Олег Викторович
- Галкин, Алексей Викторович
- Греблюк, Константин Александрович
- Григоревский, Михаил Валерьевич
- Гудков, Михаил Евгеньевич
- Демаков, Александр Иванович
- Дергунов, Алексей Васильевич
- Елистратов, Дмитрий Викторович
- Емельянов, Данила Анатольевич
- Ерофеев, Дмитрий Владимирович
- Захаров, Пётр Валентинович
- Калинин, Александр Анатольевич
- Кононов, Александр Иванович
- Климов, Юрий Семёнович
- Ларин, Дмитрий Вячеславович
- Лелюх, Игорь Викторович
- Михеев, Борис Владимирович
- Мордвичёв, Андрей Николаевич
- Николаев, Александр Юрьевич
- Омельков, Виктор Емельянович
- Песковой, Максим Владимирович
- Потылицын, Виталий Николаевич
- Семёнов, Дмитрий Владимирович
- Сидоров, Роман Викторович
- Станкевич, Игорь Валентинович
- Таранец, Сергей Геннадьевич
- Тимерман, Константин Анатольевич
- Тесло, Владимир Сергеевич
- Токарев, Вячеслав Владимирович
- Торохов, Роман Сергеевич
- Уженцев, Сергей Викторович
- Уразаев, Игорь Кабирович
- Ухватов, Алексей Юрьевич
- Цыдыпов, Балдан Баирович
- Чимитов, Доржи Шойнхорович
- Шатов, Владимир Николаевич
- Шорников, Николай Анатольевич

## Преступления, совершенные курсантами, сотрудниками и выпускниками НВВКУ
В мае 2009 года Новосибирский гарнизонный суд вынес приговор в отношении десяти курсантов НВВКУ, обвиненных в доведении до самоубийства курсанта НВВКУ Радмира Сагитова. Из них восемь курсантов факультета разведки были приговорены к лишению свободы на срок от 2,5 до 5 лет, еще двое были осуждены условно. Девять из десяти курсантов были признаны виновными по ст. 335 (нарушение уставных правил отношений) и по ст. 286 (превышение должностных полномочий), один – по ст. 116 (нанесение побоев) УК РФ. В ходе следствия также было установлено, что подсудимые осуществляли мошенничество, вымогательства и нанесение побоев применительно к другим курсантам НВВКУ. Во время судебного процесса были вскрыты и другие нарушения, допущенные офицерами из числа сотрудников НВВКУ. Кроме того, трибунал вынес частное определение в адрес главкома Сухопутных войск РФ об устранении тех причин, которые сделали возможными совершенные в НВВКУ преступления. 
3 июня 2011 года Оренбургский гарнизонный военный суд вынес приговор, в тексте которого говорится о том, что 19 февраля того же года выпускник НВВКУ, майор Роман Борисович Титов, занимавший на тот момент должность командира батальона 21-й отдельной мотострелковой бригады (воинская часть 12128, н. п. Тоцкое Оренбургской области), в нетрезвом состоянии нанес туристическим ножом рядовому срочной службы колото-резаную рану грудной клетки. За это преступление Титов Р. Б. был осужден на двухлетний срок лишения свободы с лишением права занимать командные военные должности. В дальнейшем суд высшей инстанции, рассматривавший апелляцию, обязал подсудимого Титова Р. Б. оплатить лечение пострадавшего от его действий и компенсировать нанесенный им моральный вред в размере более 350 тыс. руб. После начала российско-украинской войны, по данным ГУР МОУ, ранее судимый психически неуравновешенный офицер ВС РФ Титов Р. Б. под прикрытием «Демонов» занял должность командира 11 отдельного мотострелкового полка (Макеевка) 1 АК (Донецк, Украина).  Внесен в список военных преступников Главного управления разведки Министерства обороны Украины. В 2024 году Титов Р. Б. в звании полковника указом президента РФ Путина В. В. был назначен начальником НВВКУ.
23 октября 2013 года Новосибирский трибунал приговорил бывшего начальника инженерной службы НВВКУ подполковника Виктора Ефремова к двум годам лишении свободы с лишением офицерского звания и государственных наград. Военное следственное управление СКР по Новосибирскому гарнизону обвинило его в мошенничестве в крупном размере с использованием служебного положения (ч. 3 ст. 159 УК РФ), злоупотреблении полномочиями (ст. 285 УК РФ) и служебном подлоге (ч. 2 ст. 292 УК РФ). В материалах расследования СКР сказано, что Виктор Ефремов в 2010-2011 гг. руководил работами по разминированию двух полигонов НВВКУ с участием 19 курсантов, однако в документах систематически указывал на 12 военнослужащих больше. В результате использования данной схемы Виктор Ефремов похитил у Минобороны РФ примерно 700 тыс. руб.
В декабре 2019 года трибунал в Новосибирске рассмотрел уголовное дело, возбужденное в отношении командира второго батальона НВВКУ подполковника Дмитрия Носова, обвинявшегося военным следственным отделом по Новосибирскому гарнизону СКР в превышении должностных полномочий (ч. 1 ст. 286 УК РФ). По версии следствия, Дмитрий Носов под предлогом запрета на использование гаджетов на территории училища отнимал у курсантов дорогие мобильные телефоны и смарт-часы, после чего через посредников требовал выкуп за их возвращение. В уголовном деле содержалось больше 15 эпизодов. Дмитрий Носов признал свою вину во время следствия, извинился перед потерпевшими и возместил им ущерб. На суде он подал прошение о закрытии уголовного дела и назначении судебного штрафа. Потерпевшие, следователь и гособвинитель поддержали данное ходатайство, после чего трибунал его удовлетворил, назначив подсудимому штраф в размере 40 тыс. руб.
В мае 2020 года военный следственный отдел СКР возбудил дело о мошенничестве (ст. 159 УК РФ) против Александра Федорова, ранее занимавшего должность командира батальона обеспечения учебного процесса НВВКУ. Он был обвинен в том, что вместе со своим знакомым офицером Романом Манаевым в 2016 году получил 200 тыс. руб. от курсанта НВВКУ, которому якобы помог с поступлением на факультет военной разведки. Помимо этого, Александр Федоров в 2017 году получил два новых iPhone X стоимостью по 90 тыс. руб. от отчисленного за дисциплинарный проступок курсанта за якобы оказанное содействие в восстановлении в НВВКУ. Военный суд, рассмотревший это дело, приговорил Александра Федорова к одному году условно.
21 сентября 2021 года Военный следственный отдел СК РФ по Уссурийскому гарнизону возбудил уголовное дело в отношении выпускника НВВКУ капитана Александра Ерушевича, который вместе с майором Олегом Пановым, занимавшим должность командира 78-й отдельной роты специального назначения спецназа 14 бригады Главного управления генштаба, был обвинен в превышении должностных полномочий (ст. 286 УК РФ) и насильственных действиях сексуального характера (ст. 132 УК РФ). Следствие установило, что Ерушевич и Панов в 2020-2021 гг. вымогали деньги у рядовых, угрожая им изнасилованием шваброй, и в ряде случае осуществляли эту угрозу. По данным правозащитника Владимира Осечкина, количество пострадавших от действий Панова человек превысило 20, а уголовное дело было возбуждено на основании случаев, подтвержденных судебно-медицинскими экспертизами.